# Cirkulationssvikt
Cirkulationssvikt, även kallad  medicinsk chock, skadechock eller ofta bara chock, uppstår när den cirkulerande blodmängden av olika anledningar blir otillräcklig, vilket kan leda till syrgasbrist i kroppens celler. Orsakerna till cirkulationssvikt kan vara exempelvis kraftiga yttre eller inre blödningar, uttorkning vid exempelvis fysisk aktivitet i hetta, brännskador eller kraftiga allergiska reaktioner.

## Indelning
Man skiljer på olika typer av chock:
- Hypovolemisk chock. Då blodvolymen minskar så pass mycket att hjärtat inte klarar av att fylla ut kärlträdet. Oftast på grund av inre eller yttre blödning.
- Kardiogen chock. Då hjärtats funktion sviktar, vanligtvis efter en akut hjärtinfarkt och därför inte kan försörja kroppen med syrerikt blod trots en normal blodvolym[2].
- Obstruktiv chock. En form av chock associerad med fysisk obstruktion av de stora kärlen i system- eller lungkretsloppet, t.ex. lungemboli, hjärttamponad, ventilpneumothorax och aortastenos.
- Distributiv chock:
  - Neurogen chock. Då en skada på nervsystemet leder till en utvidgning av kärlen och minskad hjärtfrekvens via det autonoma nervsystemet. Tillståndet kan också uppkomma vid alltför djup narkos.
  - Anafylaktisk chock. Då ett allergen stimulerar kärlträdet till att utvidgas och bli mer genomsläppligt. Genomsläppligheten leder till läckage och en minskad blodvolym, som i sin tur tillsammans med utvidgningen ger hypotoni[2].
  - Septisk chock. Då toxin från bakterier och inflammatoriska mediatorer från kroppens eget försvar mot bakterierna leder till en kraftig vasodilation samt genomsläpplighet i kärlet. Vasodilationen och genomsläppligheten ger hypotoni[2].
  - Binjuresvikt

### Tecken
Kliniska tecken på att en person befinner sig i chock är:
- Ökad andningsfrekvens.
- Ökad hjärtfrekvens (takykardi).
- Förändringar i blodtryck. Sänkt blodtryck (systoliska trycket är under 90 mmHg) uppkommer i ett sent skede.
- Minskad urinproduktion.
- Blek cyanotisk hud, livedo reticularis.
- Medvetandepåverkan